# تروسین
تروسین (به آلمانی: Trossin) یک شهر در آلمان است که در نوردزاکسن واقع شده‌است. تروسین ۱٬۴۹۷ نفر جمعیت دارد.